# Dresdner Elbepokal
Der Elbepokal ist eine alljährlich stattfindende Langstreckenruderregatta auf der Elbe in Dresden.
Die Regatta hat ihr Ziel in Dresden bei Strom-km 49,3, das heißt etwa 700 m stromaufwärts des  Blauen Wunders. Die Startpunkte liegen von dort aus Elbaufwärts in 5 km, 10 km und 15 km Entfernung. Es wird ausschließlich in Großbooten (Vierer und Achter) gestartet. Die Rennen für Kinder und die Gigbootrennen der Senioren gehen über 5 km, für B-/A-Junioren über 10 km und für Senioren (Rennboote) über 15 km.
Meist findet im Anschluss am nächsten Tag ein Städtevergleichskampf zwischen verschiedenen ost- und norddeutschen Städten statt.